# Nulsen
Nulsen är en del av en befolkad plats i Australien. Den ligger i kommunen Esperance Shire och delstaten Western Australia, omkring 600 kilometer öster om delstatshuvudstaden Perth. Antalet invånare är 1 536.
Trakten är glest befolkad. Närmaste större samhälle är Esperance, nära Nulsen. 
Genomsnittlig årsnederbörd är 649 millimeter. Den regnigaste månaden är juli, med i genomsnitt 85 mm nederbörd, och den torraste är februari, med 14 mm nederbörd.